# グレース・ホフマン
グレース・ホフマン（Grace Hoffman, 1921年1月14日 - 2008年7月26日）は、アメリカ合衆国のメゾソプラノ歌手、声楽教師。 
1955年から1992年まで シュトゥットガルト国立歌劇場をはじめとするヨーロッパやアメリカの主要な歌劇場に出演した。ホフマンの代名詞的な持ち役として、リヒャルト・ワーグナーの『トリスタンとイゾルデ』におけるブランゲーネが挙げられる。

## 生涯
グレース・ホフマン、本名ゴールディ・ホフマンは、1921年1月14日、オハイオ州・クリーブランドで、ハンガリー系アメリカ人の家庭に生まれた。彼女はクリーブランドのウェスタン・リザーブ大学で文学と楽理を学び、ライラ・ロベソからはじめて声楽を習い、ローマでフリードリヒ・ショールとジュゼッペ・ジェンティーレ（テノール）、マリオ・バシオラから声楽のレッスンを受けた。
1951年、彼女はローザンヌの声楽コンクールで優勝し、同年ワーグナー・オペラ・カンパニーの巡回公演において、マスカーニの『カヴァレリア・ルスティカーナ』のルチア役でデビューし、フィレンツェ五月音楽祭にも『アイーダ』の巫女役で出演。翌年にはチューリッヒ歌劇場に『トロヴァトーレ』のアズチェーナ役で1955年まで出演し、ミラノのスカラ座には『ワルキューレ』のフリッカ役で出演、1974年にも『サロメ』のヘロディアス役で登場した。その後シュトゥットガルト国立歌劇場に1992年まで定期的に出演した。
アメリカではメトロポリタン歌劇場に1958年と1971年に『トリスタンとイゾルデ』のブランゲーネ役で、1964年にカーネギー・ホールで、ドニゼッティの『マリア・ストゥアルダ』のエリザベッタ役で出演、コヴェント・ガーデンのロイヤル・オペラ・ハウスとウィーン国立歌劇場にも1961年から1990年にかけて定期的に出演した。

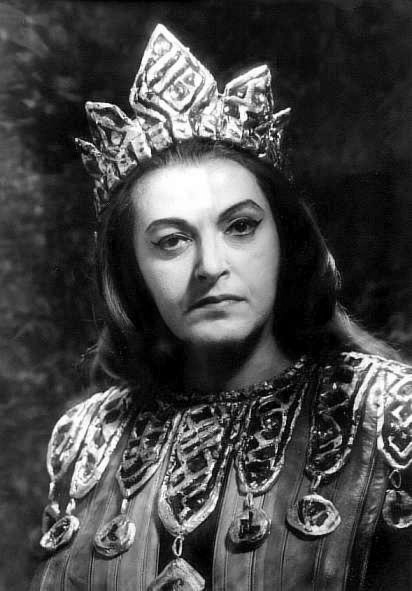
ホフマンのオルトルード

バイロイト音楽祭には1957年から1970年にかけて、彼女の当たり役となった『トリスタンとイゾルデ』のブランゲーネ役で出演したほか、『ニーベルングの指環』のヴァルトラウテ、第二のノルン、『ローエングリン』のオルトルートなどを演じた。音楽祭のメンバーとして来日もしており、1967年4月の大阪国際フェスティバルには、『ワルキューレ』のフリッカとシュベルトライテとして、8日、11日、14日、17日の公演に出演した。これはTV放映もされたが、商品化されていない。
上記のほか、出演した歌劇場には、バイエルン国立歌劇場、ベルリン・ドイツ・オペラ、ライン・ドイツ・オペラ、サンフランシスコ・オペラ、フィラデルフィア・オペラ、テアトロ・コロン、パリ国立オペラ、ボルドー大劇場、ボローニャ市立劇場、フェニーチェ劇場、サン・カルロ劇場、モネ劇場、コペンハーゲン王立歌劇場、リセウ大劇場などがある。1978年には歌手としての活動と並行して、シュトゥットガルト音楽演劇大学の教授に就任した。
私生活での彼女はシュトゥットガルト近郊のネッカータイルフィンゲンに住んでいたが、2008年7月26日にシュトゥットガルトのマリエン病院ですい臓がんのために87歳で死去した。墓所はクリーブランドのザイオン記念公園墓地 (Zion Memorial Park Cemetery) にある。

## 名誉
- シュトゥットガルト国立歌劇場名誉会員
- バーデン＝ヴュルテンベルク功労勲章
- 宮廷歌手[6]

## ディスコグラフィー（一部）

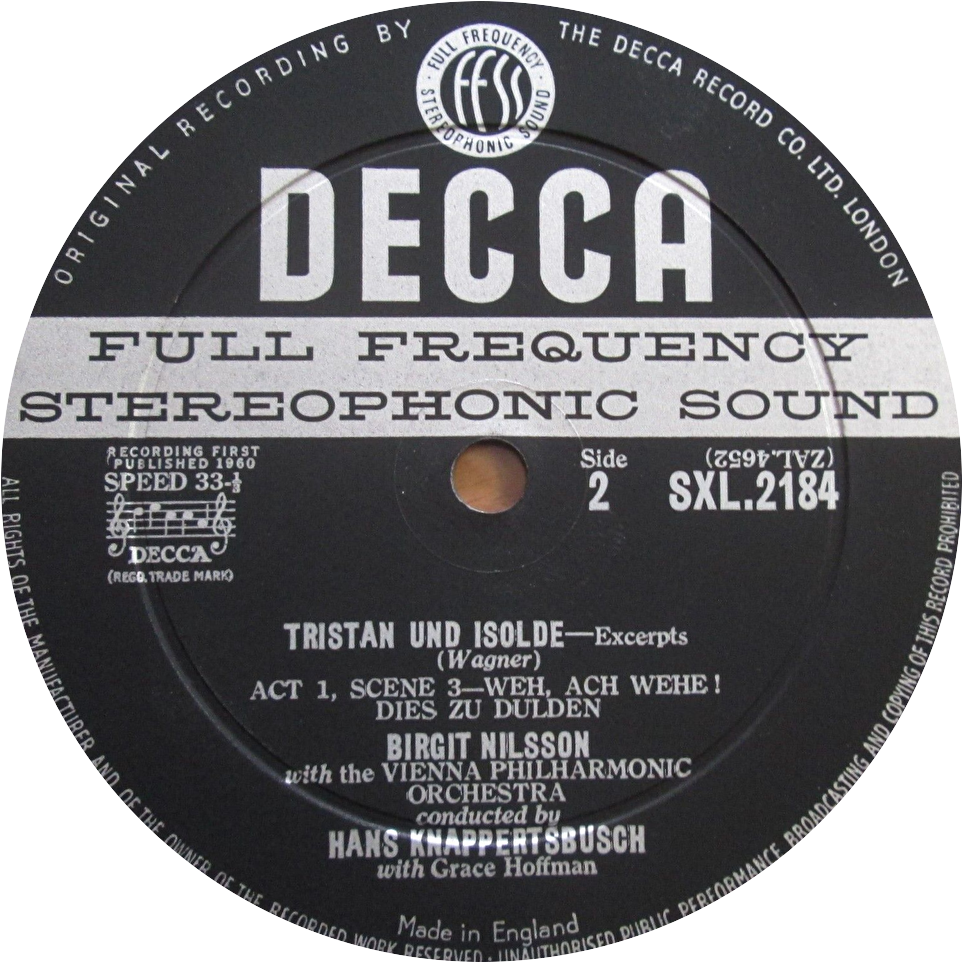
『トリスタンとイゾルデ』第1幕第3場のLP（ブランゲーネ役、1959年）

- ベートーヴェン：『交響曲第9番』シュターダー、クメント、ホッター、クレンペラー指揮、ケルン放送交響楽団、archiphon、1958年
- マーラー：『大地の歌』メルヒェルト、ロスバウト指揮、バーデン＝バーデン・フライブルクSWR交響楽団（VOXレコード（英語版）、1958年[7]
- ワーグナー：『ワルキューレ (第3幕)』フラグスタート、エーデルマン、シェヒ、ショルティ指揮、ウィーン・フィルハーモニー管弦楽団、デッカ、1958年
- ワーグナー：『トリスタンとイゾルデ』ニルソン、ヴィントガッセン、グラインドル、サヴァリッシュ指揮、バイロイト祝祭管弦楽団、MYTO Historical、1958年
- ワーグナー：『トリスタンとイゾルデ (抜粋)』ニルソン、クナッパーツブッシュ指揮、ウィーン・フィル、デッカ、1959年
- R. シュトラウス：『サロメ』ニルソン、クメント、ウェヒター、ショルティ指揮、ウィーン・フィル、1961年
- モーツァルト『魔笛 (抜粋)』フリック、ゲッダ、リップ、カラヤン指揮、ウィーン・フィル、デッカ、1962年
- ブラームス：『アルト・ラプソディ』クーベリック指揮、バイエルン放送交響楽団、オルフェオ、1962年
- ヴェルディ：『アイーダ』オットリーニ、キリコ、プリッチャード指揮、コヴェント・ガーデン王立歌劇場管弦楽団、デッカ、1963年
- フンパーディンク：『ヘンゼルとグレーテル』ベリー、ゼーフリート、ローテンベルガー、クリュイタンス指揮、ウィーン・フィル、EMI、1964年
- ワーグナー：『神々の黄昏』ヴィントガッセン、ニルソン、ナイトリンガー、ショルティ指揮、ウィーン・フィル、デッカ、1964年
- ヘンデル『メサイア』シュヴァルツコップ、ゲッダ、ハインズ、クレンペラー指揮、フィルハーモニア管弦楽団、EMI、1965年
- ワーグナー『ローエングリン』ハーパー、キング、リーダーブッシュ、マッキンタイア、ケンペ指揮、バイロイト祝祭管弦楽団、オルフェオ、1967年
- ツィンマーマン：『兵士たち』シェイド、ヴァルガス、コクラン、コンタルスキー指揮、シュトゥットガルト州立歌劇場管弦楽団、テルデック（DVD）1989年